# Lijst van Belgische adelsverheffingen 2017
Dit is een lijst van personen die in 2017 in de Belgische adel werden opgenomen en een adellijke titel verkregen.
Ter gelegenheid van de Nationale feestdag van België op 21 juli 2017 werden Belgische adelsverheffingen op 19 juli 2017 bekendgemaakt.
De lijst werd bekendgemaakt door vice-eersteminister en minister van buitenlandse zaken Didier Reynders, op wiens voordracht de benoemingen bij Koninklijk Besluit (KB) van 13 juli 2017 zijn gebeurd.
De adelsverheffing bij KB is slechts virtueel. Om effectief te worden moeten de begunstigden een adelbrief ter ondertekening aan de koning en de minister voorleggen. De datum van deze ondertekening is de datum waarop de adelsverheffing of de toekenning van een titel van kracht worden.

## Barones
- Mariette Delahaut, persoonlijke adel en titel
- Michèle Sioen, erfelijke adel (op haar kinderen) en persoonlijke titel

## Baron
- Jean-Michel Foidart, erfelijke adel en persoonlijke titel
- Dries van Noten, erfelijke adel en persoonlijke titel
- Emile van Schaftingen, erfelijke adel en persoonlijke titel
- Paul Stoffels, erfelijke adel en persoonlijke titel
- Edouard Vermeulen, erfelijke adel en persoonlijke titel
- Mark Waer, erfelijke adel en persoonlijke titel

## Verheffingen
- Baron Jean de Cloedt, overdraagbaarheid van zijn titel op zijn nakomelingen.
- Burggraaf Etienne Davignon, de titel graaf, overdraagbaar op zijn nakomelingen.
- Baron Albert Frère, overdraagbaarheid van zijn titel op zijn nakomelingen.
- Jonkheer Jacques van Rijckevorsel, de persoonlijke titel baron.